# دوشاخ (دوچرخه)

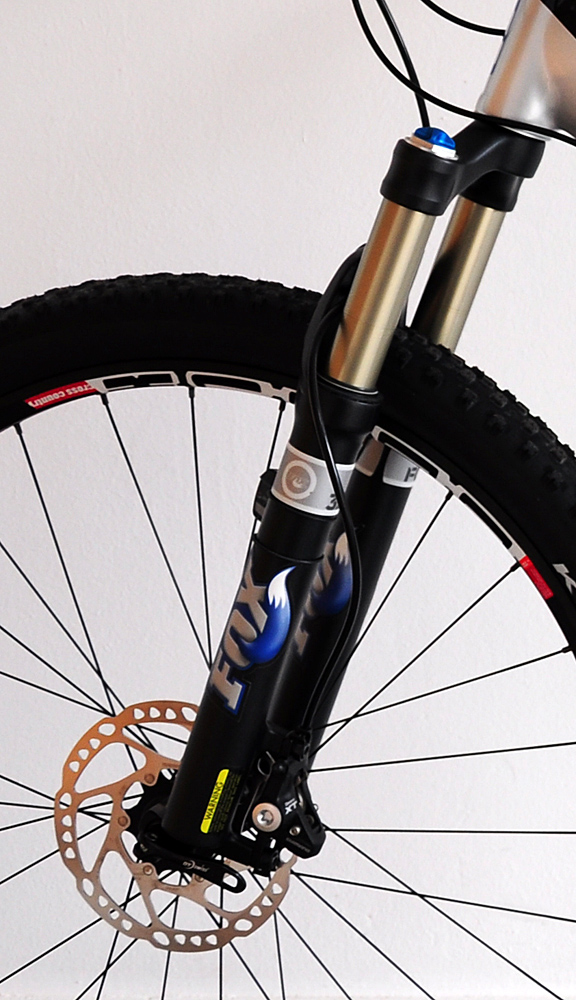
یک دوشاخ تعلیقی دوچرخهٔ کوهستان و ترمز دیسکی

دوشاخ (به انگلیسی: Bicycle fork) قطعه‌ای از دوچرخه است که چرخ جلو را به بدنه متصل می‌کند.
دوشاخ معمولاً از دو تیغه تشکیل شده‌است که در بالا توسط تاج دوشاخ به هم وصل می‌شوند. تاج دوشاخ در بالا به لولهٔ فرمان متصل می‌شود؛ لوله فرمان به کرپی فرمان و کرپی به فرمان دوچرخه وصل می‌شود.
در اغلب دوشاخ‌های تعلیقی، قسمت پایین‌شان که روی میل توپ چرخ سوار می‌شود، در بالا با یک قوس به هم متصل می‌شود. این قوس معمولاً جلوی دوشاخ قرار می‌گیرد. طراحی بعضی برندهای دوشاخ مانند مانیتو به گونه‌ای است که قوس در سمت عقب قرار می‌گیرد.
دوشاخ‌ها معمولاً در ۲ گروه خشک و تعلیق‌دار دسته‌بندی می‌شوند. دوشاخ خشک (یا صلب) روی دوچرخه‌های کورسی، سایکل توریسم یا شهری نصب می‌شود و از مزایای آن می‌توان به وزن کم‌تر و عدم نیاز به سرویس و نگهداری اشاره کرد. دوشاخ‌های تعلیق‌دار بیشتر روی دوچرخه‌های کوهستان (مسیرهای ناهموار) نصب می‌شوند و انواع مختلفی مثل فنر لول، روغنی و بادی دارند. این دوشاخ‌ها نسبت به دوشاخ خشک وزن بیشتری دارند و نیاز به سرویس سالانه، تعویض روغن و تنظیم باد دارند. انواع رده‌بالای این دوشاخ‌ها قابلیت قفل شدن دارند که آن‌ها را برای استفاده در هر دو نوع مسیر ناهموار و جاده‌های کفی مناسب می‌سازد.
روانکاری پوسته دوشاخ‌ها با روغن یا گریس می‌باشد

## سرویس دوشاخ‌های پوسته گریسی
سرویس این دوشاخ‌ها ساده است و می‌توان از گریس لیتیومی برای سرویس این دوشاخ‌ها استفاده نمود

## سرویس دوشاخ‌های پوسته روغنی
روغن دوشاخ می‌بایست در زمان معینی تعویض شود. این عدد برای دوچرخه سواری حرفه‌ای و مورد استفاده در مکان‌هایی که گرد و خاک و ذرات معلق زیاد باشد ۶ ماه و برای استفاده‌های آماتور و نیمه‌حرفه‌ای ۱ سال است (روغن دمپر هیدرولیک نیازی به تعویض ندارد).
روغن کمک فنر (fork oil) که نسبت به روغن دمپر دوشاخ ویسکوزیته زیادتری دارد مناسب‌ترین روغن برای دوشاخ است.
گزینهٔ بعدی روغن هیدرولیک است که باید توجه داشت مناسب دمپر هیدرولیک دوشاخ نیست و فقط برای پوسته دوشاخ مناسب است. این روغن گرانروی کمی دارد و ترکیب آن با روغن دنده باعث می‌شود سواری نرم‌تری داشته باشید.
نوع 75W80 روغن دنده که در گیربکس دستی خودروها بکار می‌رود سومین گزینه است. افزودنی‌های موجود در این روغن مانع ایجاد خوردگی و لقی دوشاخ می‌شود. این روغن هم فقط مناسب پوسته دوشاخ است و نباید برای دمپر هیدرولیک استفاده شود. روغن دنده ویسکوزیته زیادی دارد و به اندازهٔ کافی لابه لای قطعات نفوذ نمی‌کند.